# Gunter Hartung

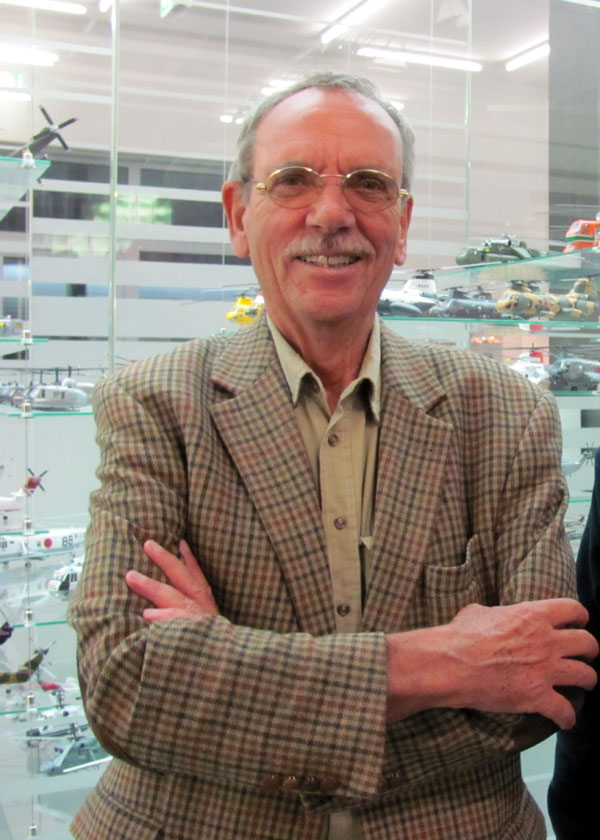
Gunter Hartung nach einem Vortrag im Hubschraubermuseum Bückeburg 2012

Gunter Hartung (* 22. April 1942 in Bad Lauterberg) ist ein deutscher Funk- und Fernsehjournalist, Buchautor und Pilot.

## Leben
Gunter Hartung ist seit 1967 Reporter, Redakteur und Moderator beim NDR-Hörfunk, seit 1980 auch beim Fernsehen. 1978 erwarb er eine Privatpilotenlizenz (PPL) und spezialisierte sich auf das Thema Luftfahrt. Er wurde Leiter der Fachredaktionen Forschung und Technik sowie Features und Sondersendungen und war bis 1990 u. a. für die Sendung Schaufenster Himmel in der ARD während der ILA verantwortlich. Zudem lieferte er Beiträge für die Sendereihe Länder, Menschen, Abenteuer der dritten ARD-Programme wie Wantok Baja – (Begegnungen in Papua-Neuguinea) und Feuerschweif im Regenwald (Kontraste in Französisch-Guayana). Auf Französisch-Guayana überlebte er nur knapp den Absturz mit einem Wasserflugzeug.
Hartung drehte rund 40 Dokumentarfilme in Papua-Neuguinea, China, USA, Europa, Afrika, Südamerika und in der Südsee, wo er 2001 den damaligen König von Tonga porträtierte. Zwischen 1997 und 2000 entstanden die Dokumentationen Im Fluge gestreift, Kurs Nordkap und Kurs Orkney  im NDR, für die eine Cessna 182 als „Aufnahmeplattform“ eingesetzt wurde. Für die Reportage Kommando Labrador – Im Tiefflug überleben begleitete er deutsche Soldaten an Bord einer Transall zur Canadian Forces Base Goose Bay und nach Afrika.
Gunter Hartung ist ständiger Mitarbeiter des Magazins der Zivilluftfahrt AERO International sowie Mitglied des Arbeitskreises Technik- und Industrie-Geschichte (AK TIG), der es sich zur Aufgabe gemacht hat, an die großen Pioniere der Region Hannover zu erinnern. Zu diesen zählt Karl Jatho, der in seinen handschriftlichen Notizen für den 18. August 1903 – vier Monate, bevor es die Brüder Wright schafften – einen „Luftsprung“ vermerkt hat. Leiter des Projekts Wir waren die Ersten, mit dem der hannoversche Luftfahrtpionier Karl Jatho gewürdigt wird. Auf Initiative des AK TIG ist das historische Flugzeug detailgetreu nachgebaut worden und mittlerweile in der Ausstellung Welt der Luftfahrt am Flughafen Hannover zu sehen.
Weitere Nachbauten von Vertretern hannoverscher Technikgeschichte sind in Planung bzw. stehen mittlerweile auch schon vor der Vollendung, wie die Rekonstruktion des Hanomag Rekord Diesel PKW von 1939.
Ein weiteres Projekt des AK TIG – welches noch nicht abgeschlossen ist – war der flugfähige Nachbau des HAWA Vampyr in Originalgröße, des Urahns aller voll-thermikfähigen Segelflugzeuge aus dem Jahr 1921.
Schließlich ist Gunter Hartung Mitbegründer und Vorsitzender des gemeinnützigen Vereins Plan Verde, der sich für die Renaturierung und Begrünung von Wüsten im Norden Perus engagiert.

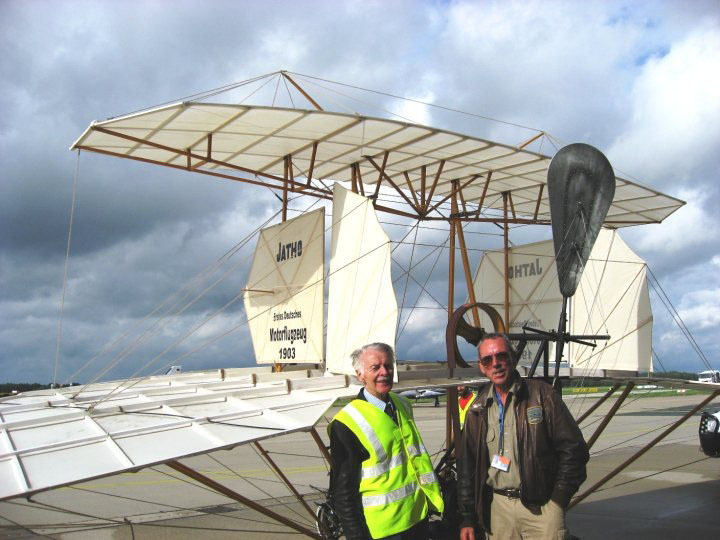
Gunter Hartung und Konstrukteur Harald Lohmann vor dem Jatho-Drachen 2006

## Flugunfall im Dschungel
Im Oktober 1993 reiste Gunter Hartung mit Dietmar Plath, Herausgeber der Zeitschrift AERO International und einem weiteren Kollegen durch Französisch-Guayana. Bei einem Flug mit drei gecharterten Wasser-Kleinflugzeugen von der Landeshauptstadt Cayenne zu den Wasserfällen von Grand Kanori gerieten sie zwischen mehrere Regenfronten. Die Sicht zum Fluss Approuague, der einzigen Landemöglichkeit, war versperrt. Nach etwa 20 Minuten war der Treibstoff von Hartungs Flugzeug aufgebraucht; zusammen mit seinem Piloten machte er eine Bruchlandung im dicht bewachsenen Dschungel. Wenige Minuten später stürzte auch das Flugzeug von Plath ab, gefolgt von der dritten Maschine. Plath und Hartung erlitten schwere Verletzungen.
Eine Boeing 747 im Landeanflug auf den Flughafen Cayenne-Rochambeau hatte den letzten Notruf des Piloten von Gunter Hartung aufgefangen, und eine in der Nähe befindliche Transall der französischen Luftstreitkräfte hatte die Kommunikation der Boeing mit der Flugsicherung mitgehört. Die Besatzung der Transall startete eine Suchoperation und konnte das dritte Wasserflugzeug wenige Sekunden vor dessen Absturz ausmachen. So war die Absturzstelle bekannt, und alle sechs Personen konnten am nachfolgenden Tag per Hubschrauber-Aufseilung gerettet werden. Der Kommandant der Transall wurde mit dem Verdienstkreuz am Bande des Niedersächsischen Verdienstordens ausgezeichnet.

## Schriften
- Heute starten, gestern landen – Abenteuerliche Fliegergeschichten rund um den Globus  – Stuttgart 1988
- Land of the Hulis sowie 7 weitere Bücher im Rahmen der 8-bändigen Air Niugini Edition – Port Moresby 1991 bis 1994
- Super Guppy  – Ein Flugzeug fliegt für Europa – Augsburg 1993
- Beluga – Otterstedt 1997
- Flugzeuge in aller Welt – Aeromantics – München 2004
- Tüftler und Querdenker – Ein Plädoyer für Karl Jatho aus Hannover – Hannover 2009
- Es begann in Hannover . . . Menschen – Technik – Welterfolge – Hannover 2009 (Co-Autor)
- Flugziel Hannover – 100 Jahre Luftfahrt – Hannover 2010 (Co-Autor)
- Es begann in Hannover . . . Kekse – Kommißbrote – Rechenmaschinen – Hannover 2011 (Co-Autor)
- Up and Away – 30 Jahre Luftfahrt weltweit – München 2011
- Es begann in Hannover . . . Reifen – Raketen – Rekorde – Hannover 2016 (Co-Autor)
- Die Lust am Fliegen – Piloten und ihr Weg ins Cockpit – München 2018[6]

Anm.: Mit Ausnahme von Tüftler und Querdenker – Ein Plädoyer für Karl Jatho aus Hannover, Es begann in Hannover (drei Bände) und Flugziel Hannover – 100 Jahre Luftfahrt sämtliche Bücher gemeinsam verfasst mit Dietmar Plath